# Fiesta del Cordero
La Fiesta del Cordero en el Prau Ḷḷagüezos se celebra en la cima del monte de La Cobertoria, en la Sierra del Aramo. entre los concejos asturianos de Quirós y Lena, y cerca del de Riosa en Asturias, España.
Se llega al 'Prau Llagüezos' subiendo al 'Alto de la Cobertoria'. Para ello se sigue la carretera que une la villa de Pola de Lena con la de Bárzana, en Quirós. Este Alto de la Cobertoria no debe confundirse con la localidad y apeadero de la Renfe 'La Cobertoria' que está situada junto Vega del Rey y se encuentra a de 3 kilómetros de la capital del concejo, Lena. Este apeadero está muy cerca de la ermita prerrománica de Santa Cristina de Lena y en ella se ha situado un centro del estudios del estilo arquitectónico denominado Prerrománico.
Saliendo del Alto de la Cobertoria se sigue una vía forestal que lleva a la pradera donde se celebra la romería llamada 'Fiesta del Cordero' y que sirve de hermanamiento entre los concejos de Riosa, Quirós y Lena que tienen allí la confluencia de sus límites.  En la llanada donde se celebra el asado de corderos se hallaba una tumba hecha con losas de piedra. No se conservan datos de su origen, probablemente medieval.
En esta pradera se construyó un albergue montañero y hay una fuente cerca.
El asado de corderos se realiza al estilo argentino que introdujo en Asturias el emigrante Antonio Viejo Menéndez, natural de la aldea de 'Los Pontones', parroquia de Telledo. Estos pueblos se sitúan en el Valle del Huerna. Antonio, apodado 'El Gaucho' estuvo en Argentina entre los años 1912-1933. 

## Características
Se celebra el primer domingo de julio. La fiesta es de carácter gastronómico: se basa en el asado de numerosos corderos a la estaca por parte de diferentes asadores.  Tras la comida en el campo se realizan diferentes actos lúdicos como son bailes folclóricos con música de gaita, etc. En el año 1984 se declaró como de interés turístico.